# Hohenhäusling
Hohenhäusling ist ein Gemeindeteil der Gemeinde Stadelhofen im oberfränkischen Landkreis Bamberg in Bayern.

## Geografie
Das Dorf liegt im Norden der Heiligenstädter Flächenalb etwa sechs Kilometer westsüdwestlich von Stadelhofen auf 522 m ü. NHN.

## Geschichte
Bis zum Beginn des 19. Jahrhunderts unterstand Hohenhäusling der Landeshoheit des Hochstifts Bamberg. Die Dorf- und Gemeindeherrschaft übte dessen Amt Scheßlitz als Vogteiamt aus. Die Hochgerichtsbarkeit stand ebenfalls diesem Amt als Centamt zu. Als das Hochstift Bamberg infolge des Reichsdeputationshauptschlusses 1802/03 säkularisiert und unter Bruch der Reichsverfassung vom Kurfürstentum Pfalz-Baiern annektiert wurde, wurde Hohenhäusling ein Teil der bei der „napoleonischen Flurbereinigung“ in Besitz genommenen neubayerischen Gebiete.
Durch die  Verwaltungsreformen zu Beginn des 19. Jahrhunderts im Königreich Bayern wurde Hohenhäusling mit dem Zweiten Gemeindeedikt 1818 eine Ruralgemeinde, zu der auch das Dorf Kübelstein als Gemeindesitz gehörte. Im Zuge der Gebietsreform in Bayern wurde die Gemeinde Hohenhäusling im April 1978 aufgelöst. Hohenhäusling wurde am 1. Mai 1978 in Stadelhofen eingemeindet, Kübelstein wurde in die Stadt Scheßlitz eingegliedert.

## Verkehr
Die Anbindung an das öffentliche Straßennetz stellt hauptsächlich die Kreisstraße BA 31 her, die aus Westnordwesten von der Bundesstraße 22 kommend in südostwärtiger Richtung nach Königsfeld führt. Eine Gemeindeverbindungsstraße verbindet das Dorf mit dem nordnordöstlich gelegenem Nachbarort Steinfeld.

## Baudenkmäler
In Hohenhäusling befinden sich zwei denkmalgeschützte Objekte, die Kapelle Zur Heiligen Familie in der Ortsmitte und eine Feldkapelle etwa einen halben Kilometer westnordwestlich des Dorfes.